# Tekné
La tékne, técne o téchne, (en griego antiguo: τέχνη), designa la «producción» o «fabricación material», la acción eficaz, en la Antigua Grecia. Se opone a la praxis de Aristóteles, que es la esfera de la acción propiamente dicha. Los antiguos griegos diferenciaban la ciencia de la tekné: la ciencia pertenece al ámbito de la razón, la tekné al de entendimiento, en el sentido de conocimiento. Mediante la tekné es posible transformar lo natural en artificial. Su concepto de artificial incluía lo artístico.
En la Edad Media, la noción de tekné fue retomada, pero no se la consideraba un conocimiento superior. Se interesaba por el «cómo» y se enseñaba en las escuelas de Ábaco. La otra parte del conocimiento, la episteme se ocupaba del «por qué». Era el conocimiento superior». Se enseñaba en los studia humanitatis.
Filóstrato, por su parte, dice que en Gadira, que se encuentra en uno de los extremos de Europa, hay altares dedicados a la Vejez (Γῆρας, Geras), la Pobreza (Πενία, Penía) y al Arte (Τέχνη, Tecne).